# Socialist Equality Party (Sri Lanka)
Die Socialist Equality Party (singhalesisch: සමාජවාදී සමානතා පක්ෂය, tamilisch: சோசலிச சமத்துவக் கட்சி) ist eine trotzkistische Partei auf Sri Lanka.
Die SEP wurde 1968 unter dem Namen Revolutionary Communist League gegründet und ist die sri-lankische Sektion des Internationalen Komitees der Vierten Internationale. Nach dem frühen Tod ihres Gründers Keerthi Balasuriya (1948–1987) war Wije Dias (1941–2022) ihr Generalsekretär. Sein Nachfolger wurde 2022 Deepal Jayasekera.
Die 2010 verstorbene Literaturkritikerin Piyaseeli Wijegunasinghe war Mitglied der Partei.

## Publikationen
- The Historical & International Foundations of the SEP, Sri Lanka. Mehring Books, 2012 (deutsch online)